# Saint-Triphon
Saint-Triphon est un village de la commune d'Ollon dans le canton de Vaud en Suisse. Son nom fait référence à saint Tryphon.

## Géographie

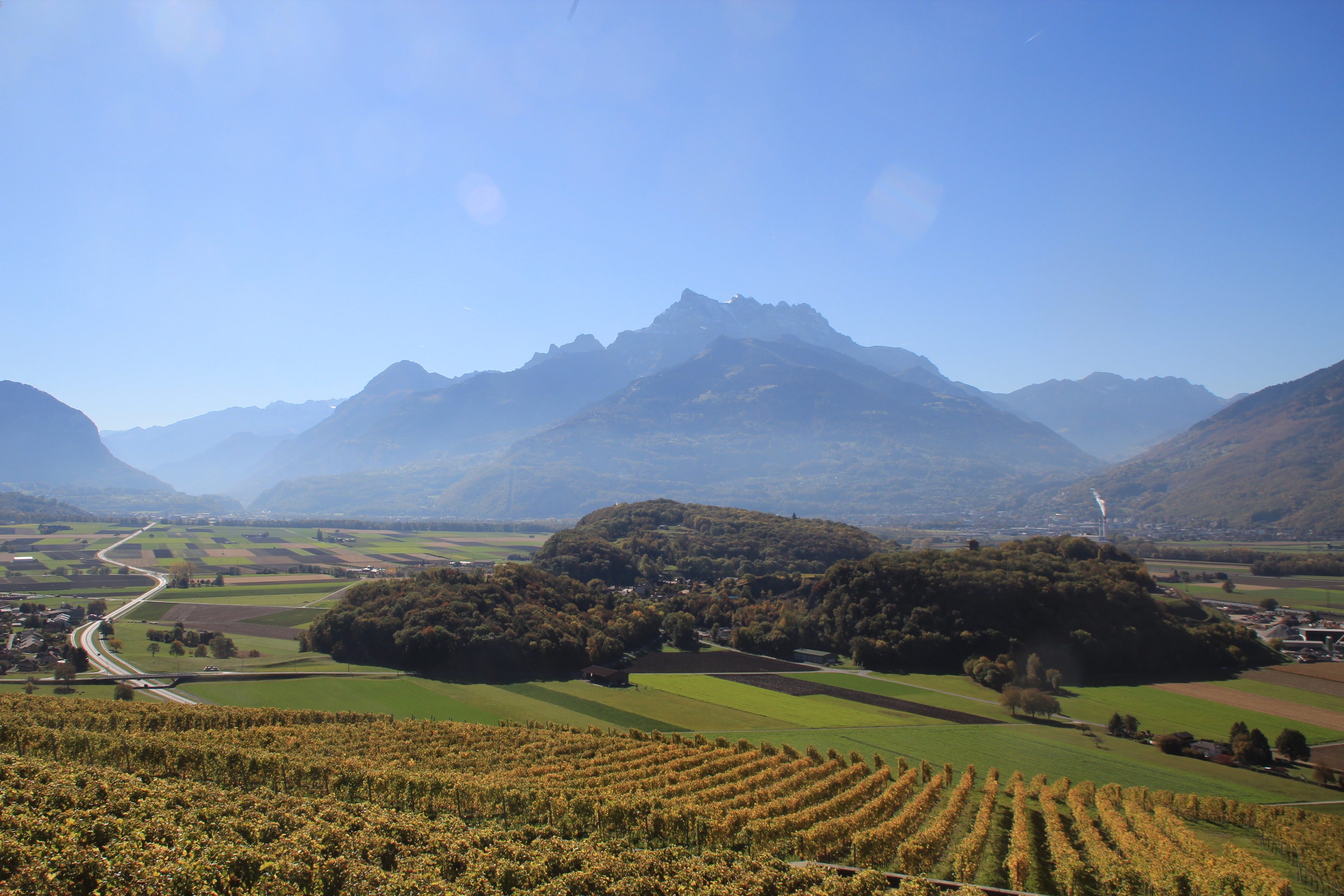
La colline de Saint-Triphon trônant au milieu de la vallée du Rhône vue depuis les vignobles d'Ollon.

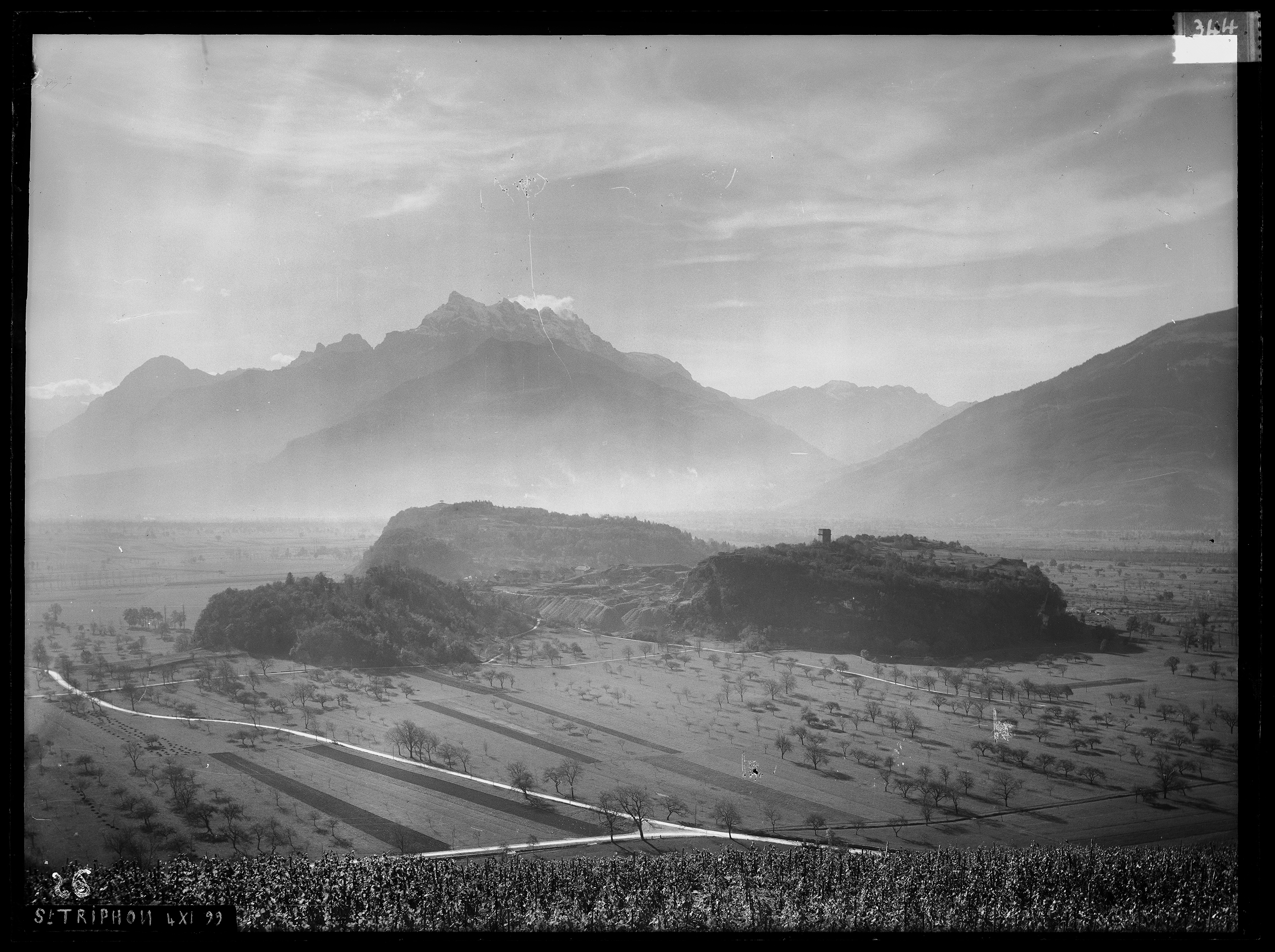
Colline de Saint-Triphon, photographe d’Albert Naef, 1899 (Archives cantonales vaudoises).

Le village, implanté sur trois collines dominant la plaine du Rhône (Charpigny, St-Triphon, Les Larines) se divise en deux zones distinctes : Saint-, Triphon Village et Saint-Triphon Gare. Le premier, surélevé par rapport à la plaine, est implanté sur le sud de la colline de Saint-Triphon dominée par une tour médiévale du XIIIe siècle, donjon d'un vaste château presque entièrement détruit. Cet ouvrage est visible de loin dans le Chablais. Plusieurs vestiges ont par ailleurs été mis au jour dans le site archéologique de Saint-Triphon et Charpigny situé au pied de la colline et classé comme bien culturel d'importance nationale.
Quant à la zone proche de la gare, elle se situe au pied de la colline de Charpigny, près de l'autoroute A9, de la ligne ferroviaire du Simplon et de la ligne Aigle–Ollon–Monthey–Champéry qui la dessert.

## Géologie des collines de Saint-Triphon
Les collines de Saint-Triphon sont des lambeaux isolés (ou klippes) de la nappe des Préalpes médianes rigides dont la série stratigraphique, restreinte au Trias moyen, est en position renversée d'après la succession stratigraphique et les remplissages de paléokarsts,,. Les séries les plus jeunes se trouvent ainsi à la base des collines tandis que les séries les plus anciennes sont au cœur des collines.
La formation de Saint-Triphon, (Olénékien tardif - Anisien précoce) constitue l'ensemble des collines tandis que la formation de Wiriehorn, (Anisien tardif) forme la bordue de la colline de Charpigny, la frange est des Larrines et nord de Saint-Triphon. La série sédimentaire est constituée de calcaires bioclastiques riches en échinodermes et débris coquillers de mollusques (dépôts de tempête déposés sur le littoral) alternant avec des calcaires vermiculaires pseudo-noduleux (milieu marin ouvert). Le sommet est marqué par des calcaires sombres fins qui furent exploités comme marbre de Saint-Triphon. Les niveaux de dolomies  décrivent des lagunes bordant le littoral tandis que les dolocrêtes associées à des fentes de dessiccation indiquent des phases d'émersion dans des estrans. Plusieurs paléokarsts remplis par de la dolomicrite et des niveaux rubanés riches en oxyde de fer confirment ces phases d'émersions ainsi que des apports détritiques. La succession correspond à un environnement côtier peu profond alternant avec des périodes d'estran de manière cyclique (cycle eustatique de 3e ordre) dans une tendance globale de hausse du niveau marin (cycle eustatique de 2e ordre). Vers le haut de la série, et donc en bas topographiquement, une barrière sableuse apparaît et favorise la mise en place d'un lagon identifié par les nombreux terriers de crevettes dans les couches calcaires.
La relation avec les unités avoisinantes a fait l'objet de nombreux débats. Au début du XXe siècle, Alphonse Jeannet est le premier a identifier la structure inversée des collines et les rattache au flanc renversé du synclinal de Leysin,. Maurice Lugeon et Elie Gagnebin réfutent la position inversée sur la base d'une faible déformation des couches et considèrent les collines comme des analogues aux écailles de mont d'Or et de Dreveneuse d'après l'orientation des couches. Héli Badoux propose ensuite une solution synthétisant les deux précédents points de vue en considérant que les collines de Saint-Triphon proviendraient d'une rotation anti-horaire de l'extrémité est du synclinal de Leysin. Cependant, les directions de déplacement des différentes failles affectant les blocs suggèrent que les collines de Saint-Triphon n'ont pas subi de rotation ce qui relance le débat sur leur position tectonique.

### Marbre de Saint-Triphon
Les carrières de Saint-Triphon étaient connues pour leur «marbre» susceptible de prendre un beau poli. Il s'agit en fait d'un calcaire fin de couleur noir traversé par de nombreux filons de calcite et situé dans le membre des Andonces (formation de Saint-Triphon). Il est exploité depuis le Moyen Âge comme matériau de construction, mais utilisé aussi pour tailler des bassins de fontaines et pour produire des éléments polis tels que colonnes, cheminées de salon et autres éléments décoratifs. Il se retrouve déjà au jubé de la cathédrale de Lausanne en 1260. Il jouissait d'une réputation étendue, puisque vers 1320 on envoie jusqu'à Paris des échantillons au comte de Savoie. Cette pierre est utilisée également vers 1520 pour la décoration du monastère royal de Brou à Bourg-en-Bresse.
De nombreuses carrières ont été exploitées tout autour de la colline de Saint-Triphon, mais l'une des plus importantes semble être celle de Fontenailles qui, comme son nom l'indique, fournit d'innombrables bassins de fontaines exportées dans un large rayon. En 1767, les frères Vincent et Jean-François Doret, célèbres marbriers à Roche et à Vevey, achètent cette carrière de Jean-Louis Mérinet. Durant le premier quart du XIXe siècle, de nombreux autres carriers locaux exploitent des carrières de plus petite taille, notamment Daniel Veillard, Marie Roud, Jean-David Reymond (en Charpigny), Antoine Cullaz (Dessous-la-Porte) et Gédéon Pousaz (Fontenailles). Ils protestent vigoureusement en 1833, lorsque le marbrier Louis Doret affirme par voie de presse avoir racheté la quasi-totalité des carrières de Saint-Triphon. Aujourd'hui, seules les exploitations du Lessus et des Andonces sont encore en activité, mais ne produisent plus que des matériaux concassés et utilisés comme ballast.

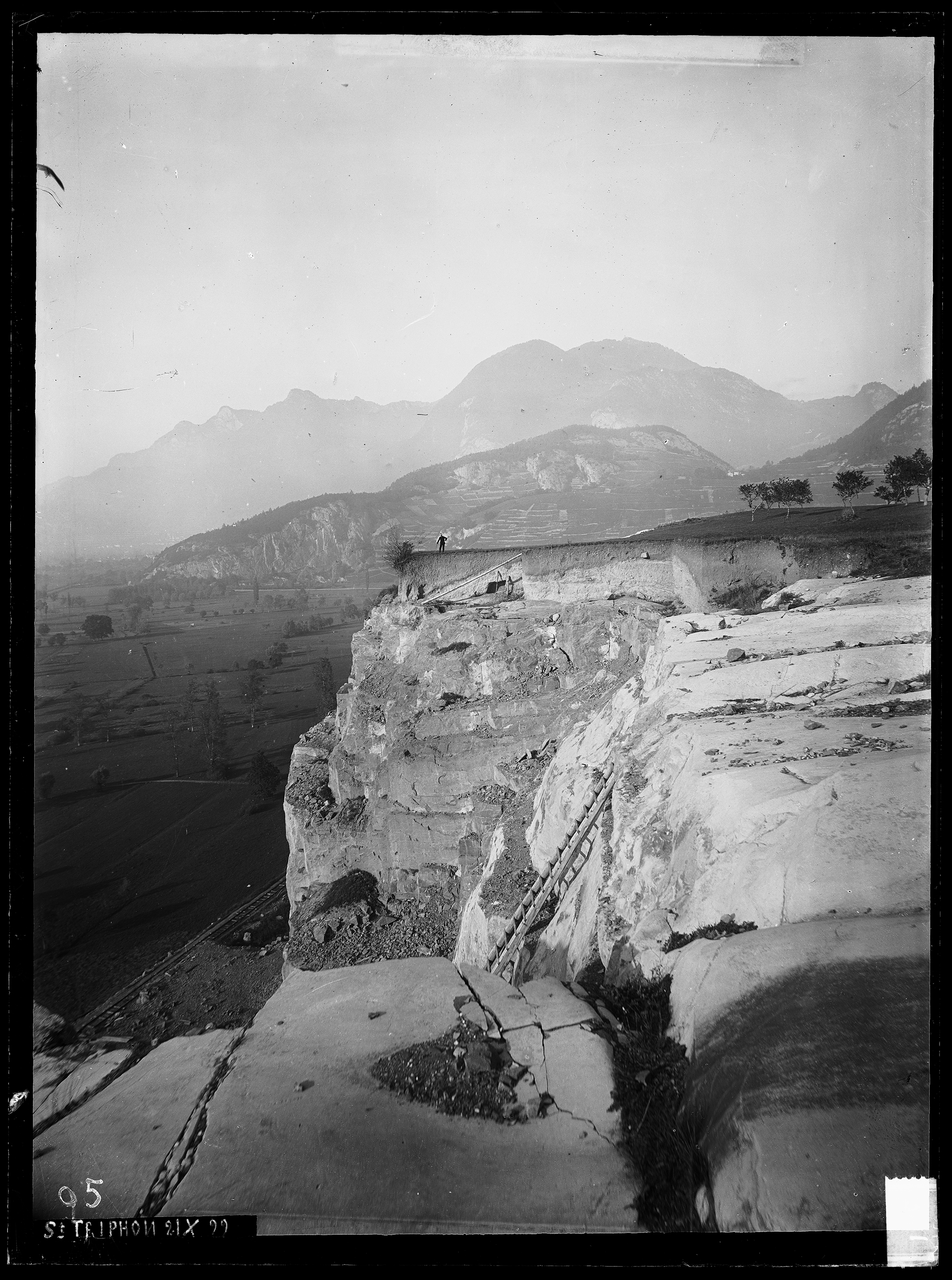
La carrière du Lessus photographiée par Albert Naef en 1899 (Archives cantonales vaudoises).
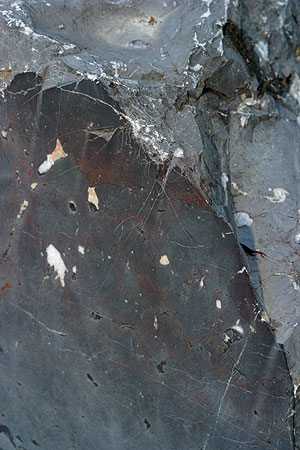
« Marbre de Saint-Triphon ».

### Géotope
De par leur nature géologique singulière, l'histoire de leur exploitation et leur importance régionale, les carrières de Saint-Triphon ont été incorporées dans l'inventaire des géotopes suisses sous le numéro 225 en 2012.

## Jardin botanique
Depuis 1972, William Aviolat a développé sur cette colline rocheuse un remarquable jardin botanique s'étendant sur 15 000 m2. 
Ce biotope privilégié, domaine privé mais libre d'accès, a été ouvert au public en 1975. En 2014, il est riche de plus de 6 000 espèces provenant du monde entier et attire chaque année entre 7 000 et 8 000 personnes.

## Patrimoine bâti
- École (1875) par l'architecte François Jaquerod.